# Тамбов (хоккейный клуб)
«Тамбов» — российский хоккейный клуб из города Тамбова, основанный в 2000 году, с 2018 года выступает во Всероссийской хоккейной лиге. Сформирован на основе клуба «Авангард», основанного в 1981 году.

## История клуба
Клуб дважды побеждал в Первенстве Высшей хоккейной лиги (2015/16, 2017/18). С сезона 2018/19 выступает в ВХЛ: несмотря на масштабную перестройку состава, клуб слабо стартовал на более высоком уровнее и по итогам сезона не попал в плей-офф по итогам первого сезона. Главный тренер команды Андрей Лунёв, под руководством которого были завоёваны все титулы последних лет, вместе с ещё двумя тренерами — Валерием Олейником и Борисом Стрыковым — после невыполнения поставленной перед началом сезона руководством цели (попадание в плей-офф) подали в отставку.
С 6 мая 2019 года команду возглавил Александр Прокопьев. 3 марта 2021 года покинул клуб.
5 мая 2020 главным тренером был назначен Дмитрий Крамаренко. 10 марта 2021 года тренер отказался продлевать контракт с клубом.
11 мая 2021 года команду возглавил Кирилл Алексеев. 6 декабря обоюдному согласию сторон хоккейный клуб покинули главный тренер Кирилл Алексеев и его помощник Артём Караваев. В этот же день главным тренером стал Алексей Ваулин, а его ассистентом Дмитрий Шандуров.
Клуб несколько раз был фарм-клубом команд из КХЛ в ВХЛ:
- В сезоне-2019/20 — фарм-клуб команды «Сочи»[6]
- В сезоне-2020/21 — фарм-клуб команды «Куньлунь Ред Стар»
- с лета 2021 года — фарм-клуб команды «Адмирала»[7].

## Инцидент 26 октября 2012 года
26 октября 2012 года ХК «Тамбов» в рамках чемпионата РХЛ принимал у себя на площадке смоленскую команду «Славутич». В конце второго перерыва в результате инцидента защитник команды «Тамбов» Евгений Музафаров (1989 г. р., в команде проводил первый сезон) упал при выходе из раздевалки прямо на виду у зрителей и лежал на полу с сильным кровотечением в течение продолжительного времени. Вначале игроки команды «Тамбов» обступили своего товарища, однако после того как главный арбитр матча выписал команде двухминутный штраф за задержку игры, хоккеисты оставили своего партнера лежать на полу в одиночестве и продолжили матч.
28 октября смоленский городской сайт smolcity.ru сообщил о произошедшем, назвав в качестве причины произошедшего гипертонический удар Музафарова и травму, полученную при падении.
Однако 30 октября в гостевых и блогах появилась информация, опубликованная на Sports.ru, выдвигающая иную версию развития событий. Согласно этой версии, во втором перерыве матча в раздевалке ХК «Тамбов» произошёл конфликт между Музафаровым и другим игроком команды Павлом Тапильским, в развитии которой принял участие директор команды Владимир Виноградов, приведший в раздевалку несколько посторонних мужчин, которые на виду у всей команды сильно избили Музафарова, а главный тренер команды «Тамбов» Николай Мышагин собрал вещи и уехал к себе на родину в Казахстан сразу после завершения матча.
Тем не менее, никто из игроков и руководства команды никак не помог игроку, лежащему около бортика, и он 40 минут лежал в полном одиночестве, пока не приехала скорая помощь.
К моменту начала матча со «Славутичем» «Тамбов» имел серию из 8 поражений подряд. В промежуток между 26 октября и временем появления информации об инциденте фамилия Музафарова исчезла из состава команды на официальном сайте команды, также была изменена фамилия главного тренера. Никаких объяснений этому на сайте вывешено не было.
31 октября газета «Коммерсантъ» опубликовала собственный репортаж из Тамбова. Владимир Виноградов изложил версию развития событий: Музафаров был худшим на площадке в тот день, в раздевалке Тапильский с Музафаровым подрались, причем победу в драке одержал Музафаров, а затем главный тренер Николай Мышагин попросил Музафарова «полежать возле площадки, чтобы избежать гнева болельщиков». Причины серьёзных телесных повреждений Музафарова версия Виноградова не объясняет. Про гипертонический удар Музафарова Виноградов не упоминал. Виноградов также сообщил «Коммерсанту» о том, что «Николай Мышагин в понедельник написал заявление об отставке, которое было удовлетворено». По словам Виноградова, это было связано исключительно с неудачной игрой команды и никакого отношения к инциденту в подтрибунных помещениях не имеет.
Журналисты «Коммерсанта» опросили также Музафарова, находившегося в одной из городских больниц Тамбова. Хоккеист рассказал, что зачинщиком драки выступил Тапильский. Когда же Музафаров шел по коридору из раздевалки на лёд, то на него напали несколько неизвестных лиц и избили на глазах у всей команды и Виноградова. Пытался защитить его при этом только тренер Мышагин. Первую помощь Музафарову оказали медики команды соперника, что журналистам подтвердил начальник «Славутича» Сергей Ильин.
31 октября на официальном сайте ХК «Тамбов» появился комментарий о случившихся событиях:

Администрация ПХК «Тамбов» сообщает, что на матче 26 октября 2012 года произошёл конфликт между игроками клуба во время 2-го периода. Причиной конфликта явилось неудачное выступление команды. По данному факту ведётся проверка компетентными органами. По заключению медиков, состояние игроков нормальное.— Комментарий официального сайта
В ноябре 2012 года игроки ХК "Тамбов" написали письмо к министру спорта России Виталию Мутко, в котором обвинили в произошедшем тренера Николая Мышагина, однако собственную версию произошедшего не изложили.
После этого информация о ходе расследования инцидента и последовавших действиях со стороны правоохранительной системы в прессе не появлялась (по состоянию на 2022 год).
Евгений Музафаров больше никогда не играл в хоккей после этого инцидента. Павел Тапильский провел еще несколько сезонов в ХК «Тамбов» и завершил карьеру в 2018 году.

## Домашние арены

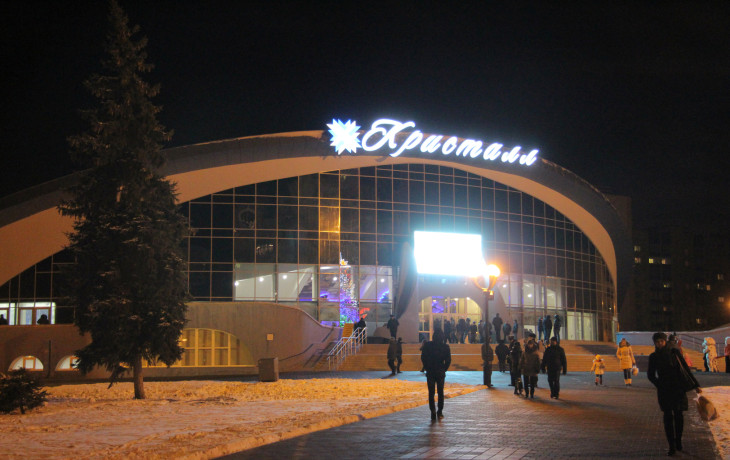
ЛДС «Кристалл»

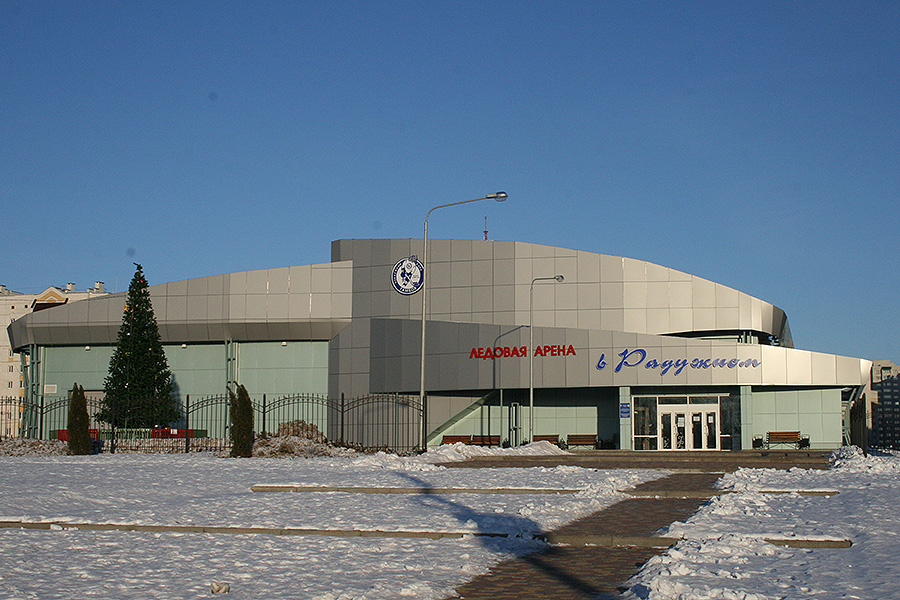
Ледовая арена «В Радужном»

### ЛДС «Кристалл»
16 декабря 2015 года после реконструкции состоялось открытие ледового дворца спорта «Кристалл». В этот же день на своей новой арене ХК «Тамбов» принимал саратовский «Кристалл-Юниор», матч окончился победой «Тамбова» со счетом 6:1. До этого «Тамбов» полтора года проводил свои домашние матчи в ледовой арене «В Радужном».

## Статистика
И — количество проведенных игр, В — выигрыши в основное время, В-ОТ — выигрыши в овертайме, В-Б — выигрыши по буллитам, П-Б — поражения по буллитам,  П-ОТ — поражения в овертайме, П — поражения в основное время, О — количество набранных очков, Ш — соотношение забитых и пропущенных голов, РС — место по результатам регулярного сезона
| Сезон   | И  | В  | В-ОТ | В-Б | П-ОТ | П-Б | П  | О   | Ш         | РС                | Турнир            | Плей-офф |
| ------- | -- | -- | ---- | --- | ---- | --- | -- | --- | --------- | ----------------- | ----------------- | --- |
| 2023/24 | 56 | 26 | 3    | 4   | 1    | 3   | 19 | 70  | 159−128   | 12                | ВХЛ               | 1/8 финала: Югра — ХК Тамбов 4:3 (0:2 3:4 2:1 4:2 1:3 2:1ОТ 2:0) (победитель турнира Нефтяник)                                                                                       |
| 2022/23 | 50 | 18 | 2    | 7   | 4    | 5   | 14 | 63  | 138−135   | 8                 | ВХЛ               | 1/8 финала: ХК Тамбов — Химик 2:4 (1:4 0:5 5:4 0:1ОТ 4:1 2:5) (победитель турнира Химик)                                                                                             |
| 2021/22 | 52 | 12 | 3    | 2   | 2    | 5   | 28 | 41  | 110-169   | 22                | ВХЛ               | В плей-офф не участвовал (победитель турнира Рубин) |
| 2020/21 | 50 | 19 | 3    | 3   | 4    | 4   | 17 | 58  | 143-151   | 13                | ВХЛ               | 1/8 финала: ХК Тамбов — Горняк 0:4 (0:3 0:3 1:2 0:4) (победитель турнира Югра) |
| 2019/20 | 54 | 17 | 3    | 3   | 8    | 1   | 22 | 55  | 126-136   | 9 (конференция 1) | ВХЛ               | В плей-офф не участвовал (победитель турнира Звезда) |
| 2018/19 | 56 | 16 | 2    | 3   | 3    | 6   | 26 | 51  | 123-153   | 23                | ВХЛ               | В плей-офф не участвовал (победитель турнира Сарыарка) |
| 2017/18 | 48 | 27 | 4    | 3   | 3    | 5   | 6  | 103 | 167-97    | 3                 | ВХЛ-Б             | 1/4 финала: ХК Тамбов — Юниор 3:0 (3:2ОТ 5:1 2:1) 1/2 финала: ХК Тамбов — Мордовия 4:3 (0:6 5:0 3:4 5:4 1:5 5:4ОТ 4:3Б) Финал: ХК Тамбов — ХК Чебоксары 4:0 (3:1 5:0 3:1 2:1)        |
| 2016/17 | 54 | 27 | 2    | 3   | 1    | 4   | 17 | 96  | 159-128   | 4                 | ВХЛ-Б             | 1/4 финала: ХК Тамбов — Челны 3:0 (4:2 2:1ОТ 1:0) 1/2 финала: ХК Тамбов — Ростов 0:3 (1:3 2:3ОТ 0:3) за 3-4 место: ХК Тамбов — Мордовия (4:4 2:4) (победитель турнира Ростов)        |
| 2015/16 | 48 | 26 | 1    | 5   | 0    | 0   | 16 | 90  | 166-118   | 3                 | ВХЛ-Б             | 1/4 финала: ХК Тамбов - Алтай 3:0 (7:4 2:1 5:0) 1/2 финала: ХК Тамбов - Мордовия 3:2 (3:5 1:3 3:1 6:1 2:0) Финал: ХК Тамбов - ХК Ростов 4:1 (4:2 6:1 4:1 1:2 2:1)                    |
| 2014/15 | 48 | 17 | 2    | 2   | 3    | 4   | 20 | 66  | 159-155   | 6                 | РХЛ               | 1/4 финала: ХК Тамбов - Мордовия 0:3 (1:3 3:4Б 3:4ОТ) (победитель турнира ХК Ростов)                                                                                                 |
| 2013/14 | 48 | 13 | 1    | 0   | 0    | 5   | 29 | 46  | 126-192   | 7                 | РХЛ               | 1/4 финала: ХК Тамбов - Мордовия 0:3 (1:2Б 2:3 3:5) (победитель турнира Славутич) |
| 2012/13 | 48 | 10 | 3    | -   | 8    | -   | 27 | 44  | 114-178   | 8                 | РХЛ               | 1/4 финала: ХК Тамбов - Славутич 0:3 (1:2 1:2 3:6) (победитель турнира Мордовия) |
| 2011/12 | 52 | 16 | 4    | -   | 3    | -   | 29 | 59  | 167-191   | 10                | РХЛ               | В плей-офф не участвовал (победитель турнира Буран) |
| 2012    | -  | -  | -    | -   | -    | -   | -  | -   | -         | -                 | Кубок РХЛ         | 1/2 финала: ХК Тамбов - ХК Челны 3:2 (4:3Б 7:4 4:5ОТ 2:5 5:4ОТ) Финал: ХК Тамбов - Спутник 3:2 (8:3 2:3 2:3Б 2:0 4:3)                                                                |
| 2010/11 | 44 | 9  | 3    | -   | 5    | -   | 27 | 38  | 106-192   | 11                | Первенство России | В плей-офф не участвовал (победитель турнира Буран) |
| 2009/10 | 40 | 13 | 1    | -   | 4    | -   | 22 | 45  | 110-144   | 7                 | ЧР (1 лига)       | В плей-офф не участвовал (победитель турнира ХК Белгород) |
| 2008/09 | 76 | 42 | 7    | -   | 3    | -   | 24 | 143 | 296-235   | 5                 | ЧР (1 лига)       | 1/8 финала: ХК Тамбов - Спартак-2 3:0 (4:3 2:0 4:3) 1/4 финала: ХК Тамбов - Северсталь-2 0:3 (1:3 3:8 2:6) (победитель турнира Витязь-2)                                             |
| 2007/08 | 44 | 21 | 5    | -   | 3    | -   | 15 | 76  | 152-140   | 5                 | ЧР (1 лига)       | 1/8 финала: ХК Тамбов - ХК Тверь 2:3 (4:2 2:3Б 2:3Б 4:1 2:0) (победитель турнира Химик-2)                                                                                            |
| 2006/07 | 72 | 28 | 2    | -   | 0    | -   | 34 | 96  | 189-235   | 12                | ЧР (1 лига)       | В плей-офф не участвовал (победитель турнира ХК Рязань) |
| 2005/06 | 64 | 33 | 1    | -   | 3    | -   | 21 | 110 | 174-161   | 4                 | ЧР (1 лига)       | 1/4 финала: ХК Тамбов - Локомотив-2 2:1 (2:5 2:1 3:0) 1/2 финала: ХК Тамбов - Титан 0:2 (1:3 0:4) за 3-4 место: ХК Тамбов - Спартак-2 1:2 (1:3 5:2 0:1ОТ) (победитель турнира Титан) |
| 2004/05 | 60 | 14 | 1    | -   | 1    | -   | 39 | 50  | 123-201   | 14                | ЧР (1 лига)       | В плей-офф не участвовал (победитель турнира ХК Дмитров) |
| 2003/04 | 60 | 22 | 13   | -   | 3    | -   | 22 | 95  | 205-180   | 8                 | ЧР (1 лига)       | 1/4 финала: ХК Тамбов - ХК Белгород 0:2 (0:3 1:6) В плей-офф не участвовал (победитель турнира ЦСКА-2)                                                                               |
| 2002/03 | 36 | 11 | 1    | -   | 2    | -   | 22 | 37  | 107 - 159 | 9                 | ЧР (1 лига)       | В плей-офф не участвовал (победитель турнира Локомотив-2) |
| 2001/02 | 36 | 16 | 4    | -   | 2    | -   | 14 | 58  | 112 - 107 | 5                 | ЧР (1 лига)       | Победитель турнира победитель Капитан |
| 2000/01 | 24 | 17 | -    | -   | -    | -   | 4  | 37  | 116 - 37  | 2                 | ЧР (2 лига)       | Победитель турнира победитель Титан |

## Главные тренеры
- Никитин, Александр Владимирович — 1999—2000 («Авангард»)
- Давыдкин, Сергей Фёдорович — 2000—2004
- Куплинов, Владимир Викторович — 2004/05, до октября
- Карый, Сергей Валерьевич — 2004/05 — 2005/06
- Куплинов, Владимир Викторович — 2005—2006
- Некрасов, Андрей Владимирович — 2006/07
- Ульянкин, Александр Сергеевич — 2006/07
- Сухарев, Сергей Николаевич — 2007—2009
- Щетинин, Михаил Викторович — 2009—2011
- Куплинов, Владимир Викторович — 2011—2012
- Мышагин, Николай Иванович — август — октябрь 2012
- Куплинов, Владимир Викторович — 13 ноября 2012 — 30 октября 2013
- Иванов, Сергей Иванович — 2013—2015
- Сумец, Дмитрий Леонидович — 2015 — 7 ноября 2016
- Лунёв, Андрей Алексеевич — 7 ноября 2016 — 26 февраля 2019
- Прокопьев, Александр Юрьевич — 6 мая 2019 — 3 марта 2020
- Крамаренко, Дмитрий Александрович — 6 мая 2020 — 12 марта 2021
- Стрыков, Борис Петрович — 12 марта — 11 мая 2021, и. о.
- Алексеев, Кирилл Сергеевич — 11 мая — 6 декабря 2021
- Ваулин, Алексей Александрович — 7 декабря 2021 — 2 мая 2023
- Журик, Александр Александрович — 25 мая — 5 ноября 2023
- Фетисов, Алексей Дмитриевич — с 5 ноября 2023 (и. о.), с 29 декабря 2023